# Mickael Dorian
 (août 2009).
Si vous disposez d'ouvrages ou d'articles de référence ou si vous connaissez des sites web de qualité traitant du thème abordé ici, merci de compléter l'article en donnant les références utiles à sa vérifiabilité et en les liant à la section « Notes et références ».
Mickaël Dorian, de son vrai nom Mickaël Amsalhem, est un journaliste, animateur de radio et de télévision français. Il est présentateur pour la chaîne de télévision CNEWS.
Il est issu de la promotion 2006 du Studio école de France. Il commence sa carrière sur le réseau Chérie FM, à Béziers, Dijon puis Lille. 
En 2009, il anime durant quelques mois le 16/20 de la station régionale Vibration (radio) et au cours de l'été qui suit, il est animateur sur RFM.
À la fin de l'année 2010, il est journaliste / présentateur sur la chaine de télévision MCE TV.
De septembre 2012 à juillet 2014, Mickaël anime la matinale de Chérie FM Nord de 6h à 10h.
Depuis janvier 2016, il anime la matinale de la radio parisienne Chante France de 5h à 10h.[Depuis quand ?]
Entre 2019 et 2021, Mickaël est journaliste / présentateur sur la chaîne de télévision Non Stop People. Il y présente « Good Morning Week-end » chaque samedi et chaque dimanche de 8h à 11h.
Le Lundi 17 Juin 2024, il rejoint la bande de Touche Pas à Mon Poste présentée par Pascale de La Tour du Pin.